# Wilfred Velásquez
Wilfred Armando Velásquez González (Tiquizate, 10 settembre 1985) è un calciatore guatemalteco, centrocampista dell'Universidad de San Carlos.

## Carriera

### Club
Gioca dal 2004 al 2012 al Suchitepéquez. Nel 2012 passa al Comunicaciones, con cui vince il campionato nella stagione 2012-2013. Nel 2013 si trasferisce all'Heredia. Nel 2014 viene ceduto al Coatepeque. Nel 2015 viene acquistato dall'Universidad de San Carlos.

### Nazionale
Debutta in Nazionale il 17 gennaio 2009, nell'amichevole Guatemala-Haiti (1-0). Ha partecipato, con la Nazionale, alla Gold Cup 2011 e alla Gold Cup 2013. Ha collezionato in totale, con la maglia della Nazionale, 33 presenze.

## Palmarès

### Club

#### Competizioni nazionali
- Liga Nacional de Fútbol de Guatemala: 1

Comunicaciones: 2012-2013